# Branislav Jankovič
Branislav Jankovič (* 11. dubna 1991, Trnava, Československo) je slovenský lední hokejista.

## Kluby podle sezon
- 2000-2001 HK Trnava
- 2001-2002 HK Trnava
- 2002-2003 HK Trnava
- 2003-2004 HK Trnava
- 2004-2005 HK Trnava
- 2005-2006 HK Trnava
- 2006-2007 HK Trnava
- 2007-2008 HC Slovan Ústečtí Lvi
- 2008-2009 HK Trnava
- 2009-2010 Elliot Lake Bobcats
- 2010-2011 HC Kometa Brno
- 2011-2012 HC Kometa Brno, HC Rebel Havlíčkův Brod